# Laurence Vincent-Lapointe
Laurence Vincent-Lapointe, född den 27 maj 1992, är en kanadensisk kanotist.
Hon tog bland annat VM-guld i C-1 200 meter i samband med sprintvärldsmästerskapen i kanotsport 2011 i Szeged.
Vid olympiska sommarspelen 2020 i Tokyo tog Vincent-Lapointe silver i C-1 200 meter och brons tillsammans med Katie Vincent i C-2 500 meter.